# Tibor Házi
Tibor Házi (* 9. Februar 1912; † 1999) war ein ungarischer Tischtennisspieler, der dreimal Mannschaftsweltmeister wurde.

## Werdegang
Tibor Házi wurde mit dem Namen Tibor Hoffman geboren, aber wegen der antisemitischen Stimmung im Ungarn der Zwischenkriegszeit magyarisierten einige jüdische ungarische Spieler ihre deutsch klingenden Nachnamen. Daher änderte er seinen Namen in Tibor Házi.
Von 1931 bis 1938 wurde er vom ungarischen Verband für alle acht Weltmeisterschaften nominiert. 1937 heiratete er die ungarische Tischtennis-Nationalspielerin Magda Gál. Im März 1939 emigrierte das Ehepaar in die Vereinigten Staaten, da es wegen seiner jüdischen Herkunft Probleme in Europa befürchtete. Bei einer Tournee durch mehrere amerikanische Städte zeigten sie in Schaukämpfen ihr Können. Im November 1941 wurden sie amerikanische Staatsbürger. Auch nach dem Zweiten Weltkrieg kehrten sie nicht nach Ungarn zurück. Sie lebten in Bethesda (Maryland).
1954 nahm Tibor Házi unter amerikanischer Flagge noch einmal an einer Weltmeisterschaft teil.

## Sportliche Erfolge
Bei den Nationalen ungarischen Meisterschaften gewann Tibor Házi 1934 und 1935 den Titel im Doppel mit Miklós Szabados sowie 1935 im Einzel. Von 1933 bis 1936 und nochmals 1938 wurde er mit dem Duna Sport Club insgesamt fünfmal ungarischer Mannschaftsmeister.
Bei den Weltmeisterschaften holte er 1934, 1935 und 1938 Gold mit Ungarn. Zudem erreichte er 19343 im Doppel mit Sándor Glancz, das gegen Victor Barna/Miklós Szabados verloren ging. Fünfmal stand er im Halbfinale.
In der ITTF-Weltrangliste wurde er 1938 auf Platz zehn geführt.

## Turnierergebnisse
| Verband | Veranstaltung     | Jahr | Ort      | Land | Einzel        | Doppel        | Mixed         | Team |
| ------- | ----------------- | ---- | -------- | ---- | ------------- | ------------- | ------------- | ---- |
| USA     | Weltmeisterschaft | 1954 | Wembley  | ENG  | letzte 128    | letzte 128    | letzte 16     | 4    |
| HUN     | Weltmeisterschaft | 1938 | Wembley  | ENG  | Halbfinale    | Viertelfinale | letzte 32     | 1    |
| HUN     | Weltmeisterschaft | 1937 | Baden    | AUT  | Viertelfinale | letzte 32     | keine Teiln.  |      |
| HUN     | Weltmeisterschaft | 1936 | Prag     | TCH  | letzte 128    | Halbfinale    | keine Teiln.  | 3    |
| HUN     | Weltmeisterschaft | 1935 | Wembley  | ENG  | letzte 16     | Viertelfinale | Viertelfinale | 1    |
| HUN     | Weltmeisterschaft | 1934 | Paris    | FRA  | Halbfinale    | Silber        | Scratched     | 1    |
| HUN     | Weltmeisterschaft | 1933 | Baden    | AUT  | letzte 32     | letzte 16     | keine Teiln.  |      |
| HUN     | Weltmeisterschaft | 1932 | Prag     | TCH  | Viertelfinale | Halbfinale    | keine Teiln.  |      |
| HUN     | Weltmeisterschaft | 1931 | Budapest | HUN  | Qual          | Viertelfinale | keine Teiln.  |      |